# 최삼환
최삼환(1955년 8월 15일 ~ 2015년 10월 3일)은 대한민국의 배구인으로, 고향은 경상남도 통영시이며, 배구선수 은퇴 후 상무 배구단 코치로 상무에 들어와 감독으로 승격한 뒤 20년 넘게 감독을 하였다. 2012년까지 프로 배구에 초청팀 자격으로 참여하였으나, 2012년 2월, 승부조작 사건으로 상무 배구단이 5·6라운드 잔여 10경기에 불참한 채 V-리그에서 퇴출되면서 자격 정지로 물러났다. 이후에도 배구계에서 활동하다가 백혈병으로 은퇴하고 끝내 사망하였다.